# Устроение Средиземья
«Устроение Средиземья» (англ. The Shaping of Middle-earth — The Quenta, The Ambarkanta and The Annals) — четвёртый том 12-томной «Истории Средиземья» Кристофера Толкина, в которой он анализирует неизданные рукописи своего отца, Дж. Р. Р. Толкина. Первое издание книги вышло в 1986 году.
В книге описывается постепенный переход «примитивных» легенд «Книги утраченных сказаний» к тому, что впоследствии стало «Сильмариллионом». Также книга содержит текст, который можно рассматривать в качестве первого «Сильмариллиона» — «Наброски мифологии» (англ. The Sketch of Mythology).
Тремя другими очень интересными частями являются: «Амбарканта», или «Прояснение формы мира» (коллекция карт и диаграмм, описанных Толкином), а также «Анналы Валинора и Белерианда» — хронологические работы, которые начинались как временные шкалы, но постепенно превратились в полноценное повествование.

## Содержание книги
Содержание книги:
1. Прозаические фрагменты, следующие за «Утраченными сказаниями» (Prose fragments following the Lost Tales) — короткие, незавершённые тексты, продолжающие повествование «Книги утраченных сказаний»
2. Самый ранний «Сильмариллион» (The earliest "Silmarillion"), он же «Очерк мифологии» (Sketch of the Mythology)
3. «Квента» (The Quenta) или «Квента Нолдоринва» (Quenta Noldorinwa) — содержит, помимо прочего, полную версию истории о путешествии Туора и о падении Гондолина
Приложение 1: Перевод Эльфвине «Квенты» на древнеанглийский; древнеанглийские эквиваленты эльфийских имён (Ælfwine's translation of the Quenta into Old English)
Приложение 2: «Рога Ильмира» (The Horns of Ylmir)
4. Первая карта к «Сильмариллиону» (The First 'Silmarillion' Map) — репродукция первой карты Белерианда, начерченной Дж. Р. Р. Толкином на листе экзаменационной работы Лидсского университета
5. «Амбарканта» (The Ambarkanta) — эссе о космологии Арды, карты и диаграммы
6. Самые ранние «Анналы Валинора» (The earliest Annals of Valinor)
7. Самые ранние «Анналы Белерианда» (The earliest Annals of Beleriand)

«Анналы Валинора» и «Анналы Белерианда» содержат самые ранние черновики по хронологии Первой эпохи, созданные в начале 1930-х годов. В следующей книге, «Утраченный путь и другие произведения» (1987), приведены изменения обоих текстов, сделанные около 1937 года, там они названы «Более поздние „Анналы Валинора“» и «Более поздние „Анналы Белерианда“».

## Значение надписи на первой странице
На первой странице каждого тома «Истории Средиземья» можно видеть надпись рунами Феанора (Тенгвар — алфавит, придуманный Толкином для Высоких эльфов), написанную Кристофером Толкином и кратко объяснящую содержание книги. 
В «Устроении Средиземья» надпись гласит: 

Здесь приведены: Квента Нолдоринва; История Гномов; Амбарканта, или «Прояснение форм мира», написанная Румилом; Анналы Валинора и Анналы Белерианда, написанные Пенголодом, мудрецом Гондолина, с картами мира в Древние Дни и переводами, сделанными Эльфвином Мореходом в Англии на язык его страны.

## Перевод на русский язык
В 2021 году издательство АСТ выпустило официальный перевод книги на русский язык под названием «Устроение Средиземья».